# Cilaos
Cilaos é uma comuna francesa no departamento ultramarino de Reunião. Estende-se por uma área de 84.40 km², e possui 5.492 habitantes, segundo o censo de 2018, com uma densidade de 430 hab/km².